# دهستان شهید مدرس
دهستان شهید مدرس نام دهستانی در بخش مرکزی شهرستان شوشتر، استان خوزستان در ایران است. براساس سرشماری مرکز آمار ایران در سال ۱۳۸۵، جمعیت آن ۱۰۸۰۱ نفر (۲۰۲۲ خانوار) بوده‌است.
مردم این دهستان به گویش بختیاری تکلم می‌کنند.